# خوسيه نارانخو
خوسيه نارانخو (بالإسبانية: José Manuel García Naranjo)‏ هو لاعب كرة قدم إسباني في مركز الهجوم، ولد في 28 يوليو 1994 في روثيانا ديل كوندادو في إسبانيا. لعب مع خيمناستيك طركونة وريكرياتيفو وسيلتا فيغو ونادي سيلتا دي فيغو لكرة السلة ونادي فياريال ونادي ليغانيس.

## وصلات خارجية
- خوسيه غارسيا على موقع قاعدة بيانات كرة القدم.إي يو (الإنجليزية)
- خوسيه غارسيا على موقع Soccerbase.com (لاعب) (الإنجليزية)
- خوسيه غارسيا على موقع Soccerway.com (الإنجليزية)